# Nomeansno
Nomeansno é uma banda de punk rock canadense formada em 1979 pelos irmãos Rob Wright e John Wright. Na década de 80, eles chamaram um guitarrista e vocalista, Andy Kerr, que usava pseudónimos como “Buttercup” e “None of your fucking business”. Depois que Kerr saiu, eles chamaram o guitarrista Tom Holliston e continuaram fazendo turnês e gravando álbuns.
A banda nunca teve um grande sucesso comercial, mas é amplamente conhecida no circuito underground. Eles inicialmente lançaram seus álbuns pela Alternative Tentacles, da qual saíram em 2002. Desde então, estão relançando suas gravações pela Southern Records.

## Discografia

### LP's de estúdio
- Mama (1982)
- Sex Mad (1986)
- Small Parts Isolated And Destroyed (1988)
- Wrong (1989)
- The Sky Is Falling And I Want My Mommy (1991) (com Jello Biafra)
- 0 + 2 = 1 (1991)
- Why Do They Call Me Mr. Happy? (1993)
- Mr. Right & Mr. Wrong / One Down & Two To Go (1994)
- The Worldhood Of The World (As Such) (1995)
- Dance Of The Headless Bourgeoisie (1998)
- One (2000)
- The People's Choice (compilação) (2004)
- All Roads Lead to Ausfahrt (2006)

### EP's
- Betrayal, Fear, Anger, Hatred (1981)
- You Kill Me (1986)
- The Day Everything Became Nothing (1988)
- The Power of Positive Thinking (1990)
- Would We Be Alive? (1996)
- In The Fishtank Volume 1 (1997)
- Generic Shame (2001)

### Singles
- Look, Here Come The Wormies (1980)
- Oh, Canaduh (1993)

### Álbuns ao vivo
- Live and Cuddly (1991)

### Compilações
- Terminal City Richochet (1990) (trilha sonora do filme de mesmo nome)
- Clam Chowder & Ice Vs. Big Macs And Bombers (1992)
- Virus 100 (1992) (versão a capella da música dos Dead Kennedys, Forward To Death)